# 5 Andromedae
5 Andrômeda é uma única estrela de tons branco-amarelo na constelação de Andrômeda. Sua designação vem de um catálogo de estrelas do astrônomo inglês John Flamsteed, publicado em 1712. A estrela é fracamente visível a olho nu, tendo uma magnitude visual aparente de 5,68. Com base em um deslocamento anual de paralaxe de 29,12, visto da Terra, está localizado a 112 anos-luz de distância. 5 Andrômeda está se aproximando do Sol com uma velocidade radial de -2,6 km/s.  Tem um movimento próprio relativamente alto,avançando pela esfera celeste a uma taxa de 0,201 segundos de arco por ano.
Esta é uma estrela comum da sequência principal do tipo F com uma classificação estelar de F5 V. Estima-se que tenha 2,3 bilhões de anos e está girando com uma velocidade de rotação projetada de 9,7 km/s. A estrela tem 1,39 vezes a massa do Sol . Ele está irradiando 5,6  vezes a luminosidade do Sol de sua fotosfera a uma temperatura efetiva de cerca de 6.605 K.
Dados sobre 5 Andromedae:
| Dados de observação Epoch J2000 Equinox J2000                           | Dados de observação Epoch J2000 Equinox J2000             |
| ----------------------------------------------------------------------- | --------------------------------------------------------- |
| constelação                                                             | Andrômeda                                                 |
| Ascensão certa                                                          | 23 h 07 m 45,38355 s                                      |
| Declinação                                                              | +49° 17′ 44,7904″                                         |
| Magnitude aparente (V)                                                  | 5,68                                                      |
| Características                                                         |                                                           |
| Tipo espectral                                                          | F5V                                                       |
| Índice de cores B-V                                                     | 0,449 ± 0,003                                             |
| Astrometria                                                             |                                                           |
|                                                                         |                                                           |
| Velocidade radial (R v )                                                | −2,6 ± 0,3 km/s                                           |
| Movimento adequado (μ)                                                  | RA: 151.592(34) mas / ano dezembro: 131.723(31) mas / ano |
| Paralaxe (π)                                                            | 29,0956 ± 0,0408 mas                                      |
| Distância                                                               | 112,1 ± 0,2 li (34,37 ± 0,05 pc )                         |
| Magnitude absoluta (M V )                                               | 3,00                                                      |
|                                                                         |                                                           |
| Detalhes                                                                |                                                           |
|                                                                         |                                                           |
| Massa                                                                   | 1.386+0,010 −0,009 M☉ _                                   |
| Luminosidade                                                            | 5,62 L ☉                                                  |
| Gravidade superficial (log g )                                          | 4,12 ± 0,02 cg                                            |
| Temperatura                                                             | 6,605±61 K                                                |
| Metalicidade                                                            | −0.09±0.05 dex                                            |
| Velocidade Rotacional                                                   | 9.7 km/s                                                  |
| Idade                                                                   | 2.28+0.12 −0.25 Gyr                                       |
|                                                                         |                                                           |
| Outras designações                                                      |                                                           |
| 5 And, BD+48° 3944, FK5 1604, HD 218470, HIP 114210, HR 8805, SAO 52713 |                                                           |
| Referencias de base de dados                                            |                                                           |
| SIMBAD                                                                  | data                                                      |